# محمد بونيامين عمر
محمد بونيامين عمر، من مواليد 1989، لاعب كرة قدم ماليزي.
هو يلعب مع نادي كيداه.
هو يلعب مع منتخب ماليزيا لكرة القدم.

## روابط خارجية
- محمد بونيامين عمر على موقع قاعدة بيانات كرة القدم.إي يو (الإنجليزية)
- محمد بونيامين عمر على موقع ناشيونال فوتبول تيمز (الإنجليزية)